# Faizabad
Ne doit pas être confondu avec Fayzabad.
Faizabad (hindi : फ़ैज़ाबाद, ourdou : فیض آباد) est une ville, siège du district de Faizabad et municipalité de l'Uttar Pradesh, en Inde. Elle fut la première capitale de la nababie d'Aoude, avant que celle-ci ne transfère sa cour à Lucknow. La ville hérite d'un certain nombre de monuments de cette période.

## Personnalités notables
- Arunima Sinha
- Begum Akhtar